# Befehlscache
Der Befehlscache (englisch instruction cache) ist ein spezieller Cache-Speicher zum Zwischenspeichern von Befehlen. Dieser Cache kommt vor allem bei fortgeschrittenen Pipelinetechniken, wie sie etwa bei Superskalar-Prozessoren vorhanden sind, zum Einsatz.
Diese Auftrennung des allgemeinen Cache-Speichers in Befehls- und Daten-Cache wird auch als Harvard-Cache-Architektur bezeichnet, in Anlehnung an und als Spezialisierung der Harvard-Architektur.
Der Befehlscache ist, wie der Datencache auch, in der Regel auf dem Prozessor-Chip untergebracht und dient als Primär-Cache. Somit können Strukturkonflikte beim gleichzeitigen Holen von Befehlen und Lesen oder Schreiben von Daten vermieden werden. Der Sekundär-Cache vereint üblicherweise Befehls- und Datencache wieder in einem allgemeinen Cache-Speicher.